# Selca (Buzet)
 Selca   (olaszul: Selsa) falu Horvátországban, Isztria megyében. Közigazgatásilag Buzethez tartozik.

## Fekvése
Az Isztriai-félsziget északi részének közepén, Pazintól 24 km-re északra, községközpontjától 5 km-re délkeletre, a 44-es számú főút mellett fekszik.

## Története
A falunak 1880-ban 41, 1910-ben 61 lakosa volt. 2011-ben 60 lakosa volt.

## Lakosság
| Lakosság változása | Lakosság változása | Lakosság változása | Lakosság változása | Lakosság változása | Lakosság változása | Lakosság változása | Lakosság változása | Lakosság változása | Lakosság változása | Lakosság változása | Lakosság változása | Lakosság változása | Lakosság változása | Lakosság változása | Lakosság változása |
| ------------------ | ------------------ | ------------------ | ------------------ | ------------------ | ------------------ | ------------------ | ------------------ | ------------------ | ------------------ | ------------------ | ------------------ | ------------------ | ------------------ | ------------------ | ------------------ |
| 1857               | 1869               | 1880               | 1890               | 1900               | 1910               | 1921               | 1931               | 1948               | 1953               | 1961               | 1971               | 1981               | 1991               | 2001               | 2011               |
| 0                  | 0                  | 41                 | 45                 | 60                 | 61                 | 0                  | 0                  | 63                 | 58                 | 48                 | 36                 | 41                 | 60                 | 54                 | 60                 |